# Hinter Gittern/Staffel 16
Dieser Artikel enthält alle Episoden der sechzehnten und letzten Staffel der deutschen Fernsehserie Hinter Gittern, sortiert nach der Erstausstrahlung. Sie wurden vom 18. September 2006 bis zum 13. Februar 2007 auf dem deutschen Sender RTL gesendet. Zuletzt lief die sechzehnte Staffel der Knast-Saga mit 18 Folgen. Fast der komplette Cast wurde ersetzt; lediglich einige wenige Schauspieler der Urbesetzung waren noch beteiligt.
Mit einem verkürzten Vorspann und einer abgeänderten Titelmusik lief Hinter Gittern montags um 21:15 Uhr bei RTL, ab dem 4. Dezember 2006 von Montag auf Dienstag wöchentlich im Nachtprogramm um 01:05 Uhr. Die letzte Folge 403 wurde am 13. Februar 2007 bei RTL ausgestrahlt. Aufgrund der durch die vielen Veränderungen und den extrem schlechten Nacht-Sendeplatz sich verschlechternden Einschaltquoten setzte RTL die Serie nach fast zehn Jahren ab. Die letzte Folge, die gegen 2 Uhr gesendet wurde, verfolgten insgesamt nur 0,29 Millionen Zuschauer (8,5 Prozent Marktanteil) und 0,17 Millionen Zuschauer der werberelevanten Zielgruppe (9,2 Prozent Marktanteil).

## Episoden
| Nr. (ges.) | Nr. (St.) | Originaltitel          | Zusammenfassung | Erstausstrahlung D |
| ---------- | --------- | ---------------------- | --- | ------------------ |
| 386        | 1         | Teile und Herrsche     | Die Station B und D wird neu aufgeteilt, sodass die Station B einige neue Insassinnen bekommt, darunter auch Katja, die mit ihrer Truppe versucht, die Rädelsführung an sich zu reißen. Walter ist in tiefer Trauer aufgrund von Manus Tod, die nach einer langen Zeit im Koma gestorben ist.                                                                          | 18. Sep. 2006      |
| 387        | 2         | Es kann nur Eine geben | Miriam wird von ihrem Vater unter Druck gesetzt. Juliane fällt es schwer, eine gute Mutter und zugleich gute Anstaltsleiterin zu sein. Lena wird von Katja und Grit unter Druck gesetzt. Als sie eine Intrige gegen Walter verhindert, wird Lena von beiden im Bad zusammengeschlagen. Als Walter ihr zu Hilfe kommt, wird Walter von beiden schwer verletzt.          | 25. Sep. 2006      |
| 388        | 3         | Katz und Maus          | Für ihren Vater hat Miriam vor, zu fliehen. Doch Ginger hat sie in der Hand und zwingt sie, bei der Flucht mitzukommen. Bei der Flucht verletzt Miriam Iris Römer schwer. Durch Gingers Fehlverhalten werden Miriam und Ginger geschnappt. | 2. Okt. 2006       |
| 389        | 4         | Riskantes Spiel        | Edgar wird von Sebastian dabei erwischt, wie er Sarah zu Nahe kommt, doch Brock hat Sarah in der Hand, sodass diese Brock vor der Anstaltsleitung in Schutz nimmt. | 16. Okt. 2006      |
| 390        | 5         | Freund oder Feind?     | Während Mel Walter hintergeht, beweist Lena ihr die Freundschaft. Natalie Sürth kommt in Schwierigkeiten. Der neue Anstaltspfarrer berührt Ingrid zutiefst. | 23. Okt. 2006      |
| 391        | 6         | Ruths Schweigen        | Mareen Bieler wird inhaftiert und hilft Mel, ihre Schulden bei Katja zu begleichen. Ruth macht der Anstaltsleitung, dem Anstaltspfarrer und Uschi große Sorgen. Walter ist nicht gut drauf, als sie erkennt, dass sie keine Chancen bei Lena hat. | 30. Okt. 2006      |
| 392        | 7         | Gefährliche Freundin   | Walter entdeckt Katjas und Grits Geschenk. Walter ist in Lena verliebt. Mareen hat einen Plan. Simone Müller kommt als Nicole Maurer nach Reutlitz im Zeugenschutzprogramm. Ginger verrät Nicole und bekommt gegen Geld den Auftrag, sie zu töten. | 6. Nov. 2006       |
| 393        | 8         | Entscheidung aus Liebe | Mareen schafft es, Walter und Katja gegeneinander auszuspielen, um beide in den Bunker zu bekommen und nun gemeinsam mit Sarah den Drogenhandel auf der Station übernehmen zu können. Ginger bringt es nicht übers Herz, Nicole umzubringen und beauftragt einen Junkie. Unglücklicherweise wird Mel Opfer des Giftanschlages.                                         | 13. Nov. 2006      |
| 394        | 9         | Zwischen allen Stühlen | Mel bekommt von Nathalie Drogen in die JVA geschmuggelt, Nicole hat Todesangst, Ginger wird unter Druck gesetzt und Katja verliert durch Mareen alle ihre Anhänger. | 20. Nov. 2006      |
| 395        | 10        | Die Qual der Wahl      | Walter geht mit Mareen einen Deal ein, um das Geld für die Operation von Miriams Vater aufzutreiben. Katja hat große Schmerzen. Nicole leidet unter der Einsamkeit. Mel baut weiterhin Haschisch an. | 5. Dez. 2006       |
| 396        | 11        | Freundschaft ist Hölle | Ginger bekommt die Adresse von Nicoles Kind heraus. Walter erfährt, dass Lena unschuldig für ihren Ehemann hinter Gittern sitzt und stellt Lenas Ehemann zu Rede. | 12. Dez. 2006      |
| 397        | 12        | Held wider Willen      | Klara und Brock werden entführt. Juliane Sürth verschweigt dies zunächst Nicole, um ihre Aussage nicht zu gefährden. Dies kann Nicole ihr nicht verzeihen. Brock zeigt als Geisel seine weiche Seite und schafft es, dass Klara entkommt und Hilfe holen kann. | 19. Dez. 2006      |
| 398        | 13        | Gefallene Justitia     | Dr. Angelika Loberth, die Staatsanwältin von Mareen, wird nach Reutlitz inhaftiert und muss sich mit Schikanen der Mitgefangenen auseinandersetzen. Sarah verführt Sebastian. | 9. Jan. 2007       |
| 399        | 14        | Verzeih mir            | Katja geht es gesundheitlich schlechter. Lena bekommt fälschlicherweise Drogen untergemischt und muss auf die Krankenstation. Nachdem der Hauptverdächtige ermordet aufgefunden wurde platzt Nicoles Zeugenaussage und somit auch ihre vorzeitige Entlassung. | 16. Jan. 2007      |
| 400        | 15        | Außer Kontrolle        | Katja nimmt nach ihrer Diagnose MS Natalie und Uschi in der Gärtnerei als Geisel. Walter kann sie schließlich dazu bewegen, die Geiselnahme aufzugeben. Angelika bekommt Unterstützung von Ingrid. | 23. Jan. 2007      |
| 401        | 16        | Verlorene Liebe        | Um Medikamente für ihren aidskranken Bruder zu besorgen, gibt sich Wilhelmina fälschlicherweise mit Hilfe von Friedrichs Blut als HIV-Infizierte aus, um geeignete Medikamente zu erhalten. Als Sebastian erfahren hat, dass Sarah ihn als Drogenkurier ausgenutzt hat, berichtet er alles Frau Sürth, sodass sich Sarah großen Ärger einhandelt.                      | 30. Jan. 2007      |
| 402        | 17        | Kampfansage            | Babs und Rosie rächen sich im Auftrag von Mareen an Sarah. Sebastian will kündigen. Wilhelmina gilt auf der Station fälschlicherweise als HIV-Infiziert. | 6. Feb. 2007       |
| 403        | 18        | Jagd auf Wilhelmina    | Obwohl Wilhelmina ihr Geheimnis lüftet, will Gritt Rache an ihr nehmen und schlägt sie mit Babs auf der Krankenstation zusammen. Die Frauen hören in der Kapelle ein Konzert, woraufhin sie sich ganz der Musik hingeben. Schließlich begeben sich die Frauen auf dem Hof und verlassen Reutlitz durch die Schleuse in die Freiheit. Wahrheit oder doch nur ein Traum? | 13. Feb. 2007      |

## Besetzung
Die Besetzung von Hinter Gittern trat in der sechzehnten und letzten Staffel folgendermaßen in Erscheinung:

### Insassinnen
| Rollenname                       | Schauspieler        | Folgen                             | Anzahl    | Bemerkungen und Rollenentwicklung in Staffel 16 |
| -------------------------------- | ------------------- | ---------------------------------- | --------- | --- |
| Lena Baumgarten                  | Greta Galisch       | 386–401, 403                       | 17 Folgen | Wurde von Station D auf Station B verlegt. Frau von Rudolf. Gute Freundin von Walter. Saß unschuldig ein, um ihren Ehemann zu entlasten. |
| Christine „Walter“ Walter        | Katy Karrenbauer    | 386–396, 398–403                   | 17 Folgen | Anführerin der Station B. Verliebt in Lena. |
| Grit Krause                      | Katrin Brockmann    | 386–399, 402–403                   | 16 Folgen | Wurde von Station D auf Station B verlegt. Typische Mitläuferin. Zunächst Verbündete, dann Rivalin von Katja. Äußerst rassistisch. |
| Ursula „Uschi“ König             | Barbara Freier      | 386–397, 400–403                   | 16 Folgen | Kümmert sich um Ruth. |
| Melanie „Mel“ Schmidt            | Sigrid Schnückel    | 386–396, 398–399, 402–403          | 15 Folgen | Sehr gewaltbereit und leicht zu provozieren. |
| Sarah Reese                      | Finja Martens       | 388–393, 395–403                   | 15 Folge  | Ex-Affäre von Sebastian Hecht. War in Sebastian Hecht verliebt. Anfangs sehr naiv, wurde aber dann von Mareen "angelernt". Partnerin von Mareen. |
| Katja Marnitz                    | Yasmina Djaballah   | 386–395, 398–400, 403              | 14 Folgen | Wurde von Station D auf Station B verlegt. Boss der Station D. Rivalin von Walter. Leidet an MS. Wird nach einer Geiselnahme in der Gärtnerei in die Psychiatrie eingewiesen und kehrt im Staffelfinale in einer Traumsequenz der Insassinnen zurück nach Reutlitz. |
| Rosie Pfeil                      | Alessija Lause      | 386–392, 394–395, 398–400, 402–403 | 14 Folgen | Wurde von Station D auf Station B verlegt. Schlägerin. Zeitweise Verbündete von Katja. |
| Babs                             | Safia Monney        | 386–395, 400, 402–403              | 13 Folgen | Wurde von Station D auf Station B verlegt. Schlägerin. Zeitweise Verbündete von Katja. |
| Ilse Wünsche geb. Brahms         | Christiane Reiff    | 386–393, 396, 398, 400–401, 403    | 13 Folgen | Küchenhilfe und Fälscherin. |
| Miriam Jördens                   | Marie Rönnebeck     | 386–389, 394–397, 399–403          | 13 Folgen | Wurde von Station D auf Station B verlegt. Bemerkenswerte Fähigkeit im Umgang mit Schlössern und Sicherheitssystemen. Verletzt Iris Römer bei einem Fluchtversuch schwer.                                                                                           |
| Mareen Bieler                    | Ina Rudolph         | 391–403                            | 13 Folgen | Extrem intelligent und manipulierend. Verübte an Angelika Vergeltung, da diese sie anklagte. Brachte innerhalb kürzester Zeit das ganze Gefängnis unter inoffizieller Kontrolle.                                                                                    |
| Ingrid Schlüter                  | Klara Höfels        | 386–391, 394–396, 400–401, 403     | 12 Folgen | Wurde von Station D auf Station B verlegt. Äußerst fromm. Bereut ihre Tat zutiefst. |
| Antje „Ginger“ Stenzel           | Nadine Warmuth      | 386–388, 392–397, 400, 402–403     | 12 Folgen | Wird beauftragt Nicole umzubringen. |
| Jeanette Bergdorfer              | Christine Schuberth | 386–391, 394–395, 398–399, 403     | 11 Folgen | Langjährige Insassin. |
| Wilhelmina „Mina“ Makhubela      | Dennenesch Zoudé    | 386–389, 392–393, 396, 400–403     | 11 Folgen | Gibt sich für ihren Bruder als HIV-Infizierte aus. |
| Ruth Colditz                     | Natascha Hockwin    | 388–391, 393–395, 400–401, 403     | 10 Folgen | Verschlossen. Verdacht des schweren sexuellen Missbrauchs durch ihren Vater. Wird von Uschi unterstützt. |
| Nicole Maurer geb. Simone Müller | Sandra S. Leonhard  | 392–397, 399, 402–403              | 9 Folgen  | Mutter von Klara. War im Zeugenschutzprogramm. |
| Dr. Angelika Loberth             | Silke Matthias      | 391, 398–400, 402–403              | 6 Folgen  | Ehemalige Staatsanwältin. Klagte Mareen an und geriet im Gefängnis unter deren Einfluss ohne zu bemerken, dass dies Teil von Mareens Racheplan war. |

### Gefängnispersonal
| Rollenname              | Schauspieler        | Folgen                                  | Anzahl    | Bemerkungen und Rollenentwicklung in Staffel 16                                       |
| ----------------------- | ------------------- | --------------------------------------- | --------- | ------------------------------------------------------------------------------------- |
| Juliane Sürth           | Susanne Schäfer     | 386–403                                 | 18 Folgen | Anstaltsleiterin. Mutter von Nathalie.                                                |
| Edgar Brock             | Leon Boden          | 386–401, 403                            | 17 Folgen | Sadistischer Schließer. Wird entführt und rettet dabei die Tochter von Nicole Maurer. |
| Ulrich Haller           | Ulrich Wohlleben    | 386–392, 395–403                        | 16 Folgen | Kleinrolle Schließer.                                                                 |
| Sebastian Hecht         | Max Woelky          | 386–391, 394–403                        | 16 Folgen | Auszubildender Schließer. Ex-Affäre von Sarah.                                        |
| David Wilborn           | Jost Pieper         | 386, 388–389, 391–395, 398–403          | 14 Folgen | Schließer.                                                                            |
| Rolf Schuhmann          | Holger Kunkel       | 386–391, 393–396, 398, 402–403          | 13 Folgen | Schließer.                                                                            |
| Sybille „Möhrchen“ Mohr | Heidi Weigelt       | 386–388, 390–394, 398, 400–403          | 13 Folgen | Sekretärin der Anstaltsleitung.                                                       |
| Birgit Schnoor          | Uta Prelle          | 386–389, 391, 394–395, 398–399, 401–403 | 12 Folgen | Stations- und stellvertretende Anstaltsleiterin.                                      |
| Iris Römer              | Friedelise Stutte   | 386–388, 390–398                        | 12 Folgen | Schließerin. Nimmt ihren Beruf sehr genau.                                            |
| Dr. Peter Kilian        | Sebastian Wirnitzer | 388–389, 391, 393–395, 397, 399–403     | 12 Folgen | Anstaltsarzt.                                                                         |
| Jan Paulson             | Sven Rothkirch      | 389–393, 396–398, 400, 402–403          | 11 Folgen | Kleinrolle Schließer.                                                                 |
| Georg Schallert         | Robert Lohr         | 390–391, 394–397, 400, 402–403          | 9 Folgen  | Anstaltspfarrer.                                                                      |
| Karin Sturm             | Monika Reineck      | 387, 391                                | 2 Folgen  | Kleinrolle Schließerin.                                                               |

### Angehörige
| Rollenname        | Schauspieler       | Folgen                                   | Anzahl    | Bemerkungen und Rollenentwicklung in Staffel 16 |
| ----------------- | ------------------ | ---------------------------------------- | --------- | ----------------------------------------------- |
| Nathalie Sürth    | Louisa Herfert     | 387–388, 390, 392–395, 398, 400, 402–403 | 11 Folgen | Tochter von Juliane Sürth. Sehr renitent.       |
| Herr Schwertfeger | Ulrich Simontowitz | 392, 394, 396–397, 399                   | 5 Folgen  | Staatsanwalt.                                   |